# 安全速度
安全速度（あんぜんそくど）とは、車輌、船舶、航空機等の運行にあたり、起こりうる危険に対して、回避行動が取れる時間的に余裕のある速度、ある程度までは安全に対処できるとされる速度である。
車輌の運行に係る安全速度は、主に道路交通法における「安全運転の義務」を促すために用いられる。状況によって変化するため、危険を回避可能な安全に停止できる速度を第一として取扱われ、車両速度の抑制目的で使用される。なお、道路交通法で規定は存在しない。法定速度や規制速度を守ることが安全速度ではなく、それ以下の速度となる。